# Novo Estádio 4 de Setembro de Sivas
O Novo Estádio 4 de Setembro de Sivas (em turco, Yeni Sivas 4 Eylül Stadyumu), também denominado Sivas Arena por razões de direitos de nome, é um estádio multiuso localizado na cidade de Sivas, na Turquia, inaugurado em 2016. Com capacidade para receber até 27 532 espectadores, substituiu o antigo Sivas 4 Eylül Stadyumu, demolido em 2018, que tinha capacidade para 15 060 espectadores. 
Atualmente é a casa onde o Sivasspor, tradicional clube da cidade, manda seus jogos oficiais por competições nacionais e continentais.

## Infraestrutura
Apesar do nome do novo estádio ter permanecido o mesmo do antigo estádio, as referidas praças esportivas em nada se assemelham. A começar pela localização, enquanto o antigo estádio encontrava-se a 2 km do centro de Sivas, o novo estádio está localizado na região sul da cidade, ocupando uma área total de 130.000 m² que abrange tanto o estádio quanto o estacionamento aberto em seu entorno.
O conceito do novo estádio foi desenvolvido pelos arquitetos da Bahadır Kul Architects para ser um espaço esportivo climatizado, já que Sivas é conhecida no país pelo seu clima seco, frio e com presença de ventos fortes. Por conta disso, a camada externa do estádio apresenta estrutura opaca, que reduz o impacto do vento frio vindo da região norte. Por sua vez, a ala norte possui revestimento duplo com almofada de ar usado como isolamento. No verão, as perfurações são abertas entre as duas camadas, permitindo que o ar quente circule. Desta forma, a temperatura e a ventilação são controladas até certo ponto.
Ao longo das alas leste e oeste, o estádio possui painéis envidraçados para fornecer acesso à luz solar e aumentar a temperatura dentro do estádio, reduzindo também o custo de aquecimento. A parte sul do telhado tem painéis fotovoltaicos instalados, com previsão de produzir 798 kW de energia limpa diariamente, o equivalente ao consumo de cerca de 160 casas. Além disso, o telhado coleta água da chuva e neve para uso dentro do estádio.